# Georg Lenhart
Georg Lenhart (* 8. Februar 1869 in Gernsheim; † 7. Oktober 1941 in Mainz) war ein hessischer Politiker (Zentrum) und zeitweilig Abgeordneter des Landtags des Volksstaates Hessen in der Weimarer Republik.
Georg Lenhart war der Sohn des Bäckermeisters Heinrich Lenhart und dessen Frau Magdalena geborene Wunderle. Er wurde 1893 Kaplan in Bensheim und 1894 Lehrer am dortigen Lehrerseminar. 1900 wurde er zum Oberlehrer, 1905 zum Professor befördert. Ab 1920 wirkte er als Domkapitular und Geistlicher Rat in Mainz. Bis 1925 war er Diözesanpräses des Verbandes der katholischen Jünglingsvereine und Leiter der vereinigten Borromäusvereine.
Georg Lenhart war von 1919 bis 1927 über drei Wahlperioden hinweg Landtagsabgeordneter.